# CFNM

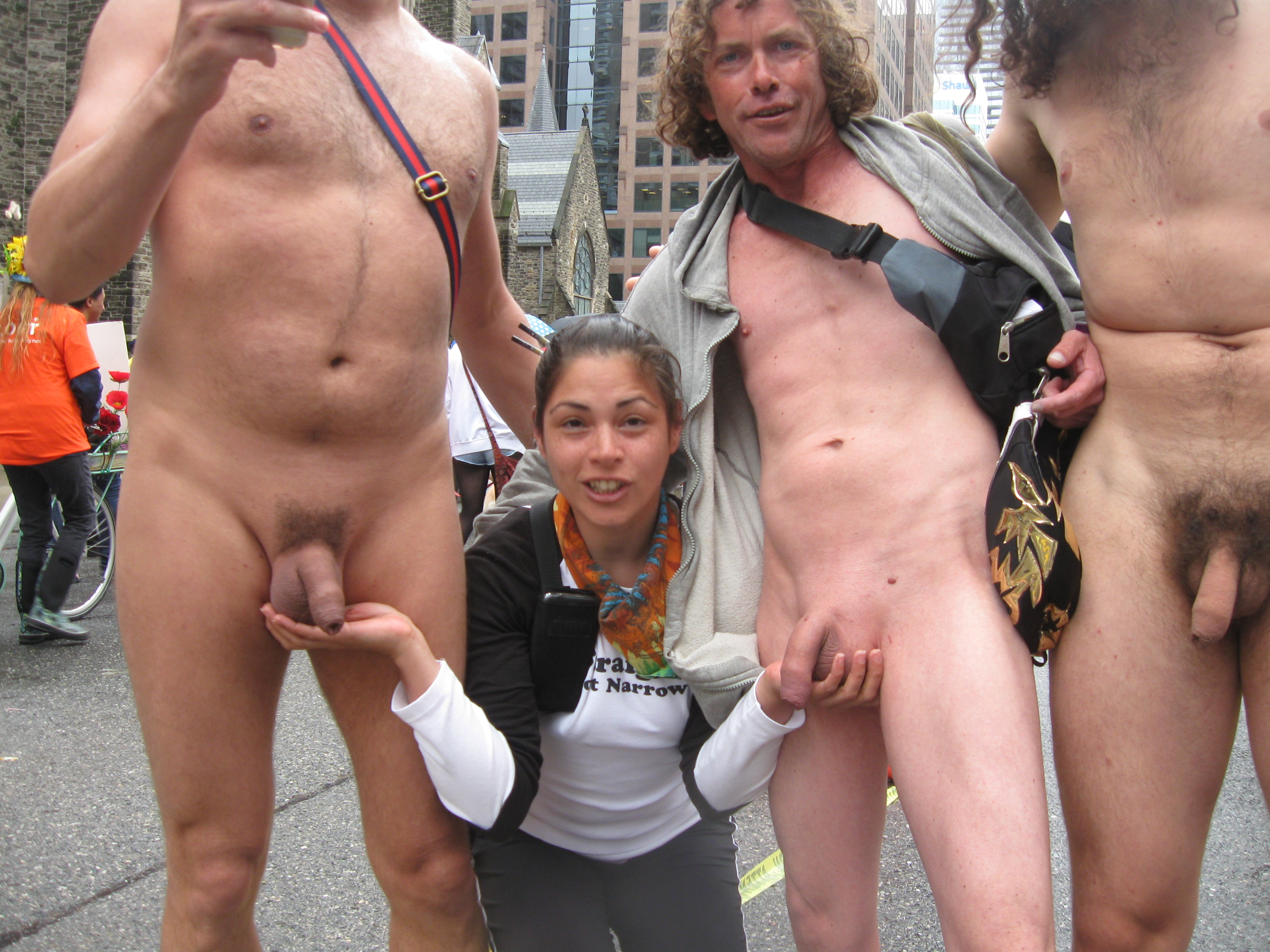
Mujer posando en público con tres hombres desnudos.

CFNM (del inglés clothed woman, nude male; que en español significa "mujer vestida, hombre desnudo") es un término que se refiere a situaciones o prácticas sexuales donde existe la interacción de una o más mujeres vestidas con uno o más hombres desnudos. Esta fantasía sexual puede representar un escenario de exhibicionismo o culto al cuerpo. En muchas interacciones CFNM, el hombre suele ser cosificado y humillado, mientras que la mujer asume el rol de dominatrix.
El CNFM se asocia a menudo como una forma de humillación erótica, donde la mujer vestida siente placer de tener el poder de controlar y dar órdenes al hombre desnudo, mientras que el hombre desnudo encuentra placentero el sentimiento de vergüenza y humillación frente a una mujer vestida. Por esta razón, el CNFM generalmente se utiliza como herramienta para la dominación femenina y la sumisión masculina durante una actividad donde el foco está en otra práctica fetiche.
Existen variaciones menos populares del CFNM, que varían según el género de las personas involucradas:
- CMNF es cuando hay interacción de uno o más hombres vestidos con una o más mujeres desnudas.
- CFNF es cuando hay una o más mujeres vestidas interactuando con una o más mujeres desnudas.
- CMNM es cuando hay interacción de una o más hombres vestidos con uno o más hombres desnudos.